# シャルル・ノーダン

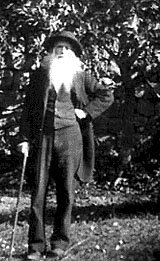
Charles Naudin

シャルル・ノーダン（Charles Victor Naudin、1815年8月14日 – 1899年3月19日）は、フランスの博物学者である。植物の交雑実験を行い定性的ではあるが、交雑植物の後世代に交雑に用いたもとの種の両方の形質が現れること（いわゆる「分離の法則」）をメンデル以前に考察した論文を公表した。

## 略歴
ソーヌ＝エ＝ロワール県のオータンに生まれた。1837年にモンペリエ大学を卒業した。1839年からパリ自然史博物館で働きながら1842年に博士号を得た 。シャプタル大学（Collège Chaptal）で動物学を教え始めたが、神経性の病気で顔面が麻痺し、聴覚を失ったため教職をあきらめた。1854年に自然史博物館の博物学研究職となり、1863年に科学アカデミーの会員に選ばれた。1869年にコリエールに移り個人の実験農場を開いた。1878年にアンティーブのド・ラ・ヴィラ・チュレ植物園（もとは植物学者、ギュスターヴ・チュレの別荘であり、後にフランス国立農学研究所の研究所となる）の園長に任じられた。
著作に"Revue Horticole" (1852)、"Manuel de l'acclimateur" (1888)があり、植物の交配種に関する論文"Mémoire sur les hybrides du règne végétal"は1862年に賞を得た。遺伝や進化に関する先駆的な知見が評価されている。